# مارغريت بيهان
مارغريت بيهان (بالإنجليزية: Margaret Behan)‏ هي عالمة بيئة أمريكية، ولدت في 4 يوليو 1948.